# Miloslav Stingl
Miloslav Stingl (19. prosince 1930 Bílina – 11. května 2020 Praha) byl český cestovatel, etnograf a spisovatel, který osobně poznal řadu domorodých kultur a zpracoval své zážitky v četných knihách. Byl čestným náčelníkem indiánského kmene Kikapú (Kickapoo).

## Osobní život

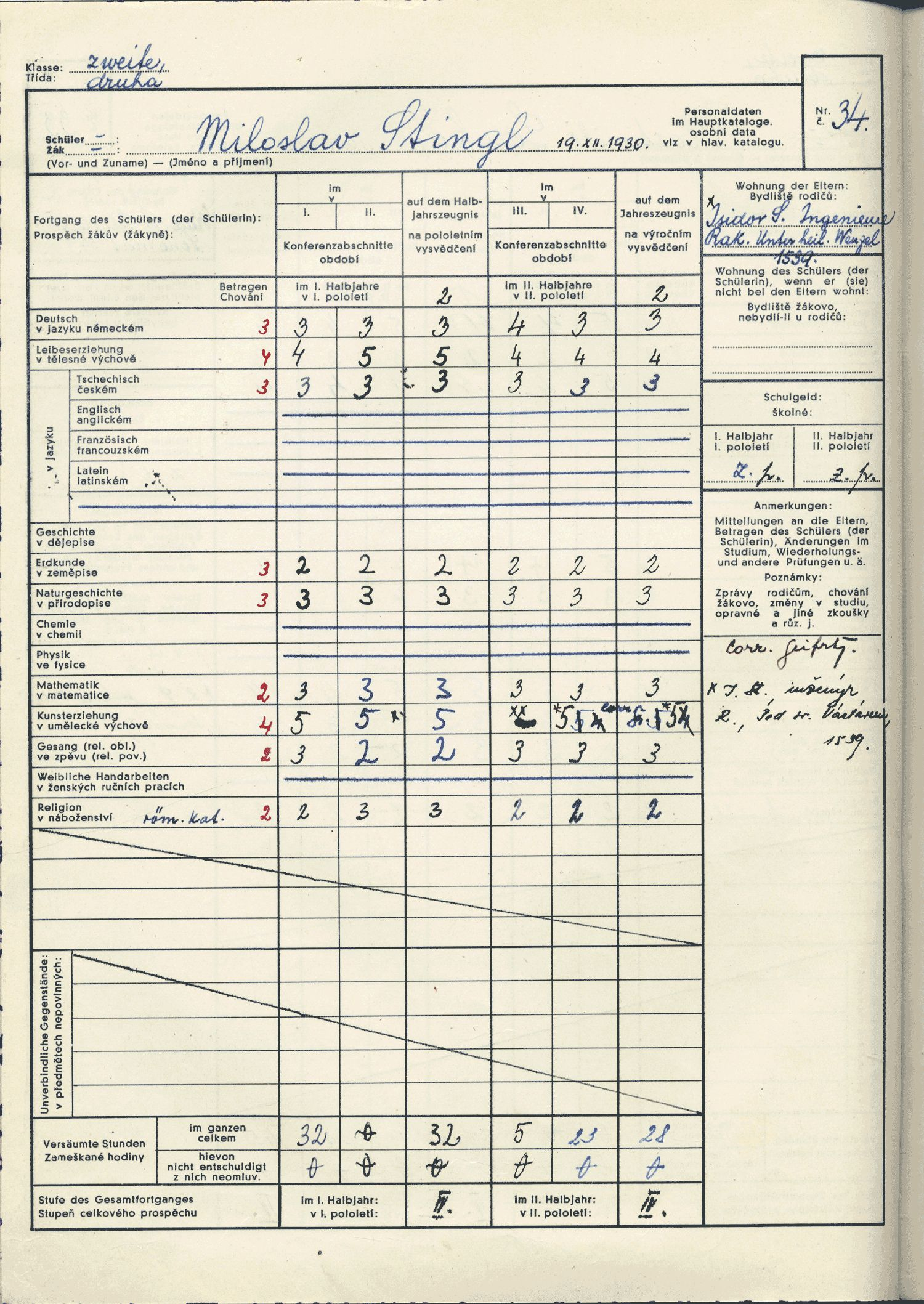
Výkaz docházky a prospěchu Miloslava Stingla 1944 (SOkA Rakovník)

Narodil se v Bílině, jeho otec pracoval jako důlní inženýr. Vyrůstal se sestrou Hedvikou. Z Bíliny se musela jeho rodina odstěhovat, když Sudety v roce 1938 obsadilo nacistické Německo, nejprve do Kosmonos a poté do Rakovníka, kde rodina prožila většinu války. Po válce se rodina přestěhovala do Karlových Varů, které považoval za svůj domov.
Po únoru 1948 ještě jako neplnoletý se spolužáky šířil protistátní letáky, odsouzen byl k podmíněnému trestu. Vystudoval mezinárodní právo na Právnické fakultě Univerzity Karlovy, na Filozofické fakultě Univerzity Karlovy poté dálkově vystudoval etnografii.
V letech 1962 až 1972 pracoval v Akademii věd, kde odpovídal za výzkum mimoevropských národů, jejich kultur a umění. Poté z Akademie odešel a byl spisovatelem na volné noze. Od roku 1980 žil v Praze.
Nikdy nebyl členem žádné politické strany nebo politického hnutí, spolupráci s vojenskou zpravodajskou službou v 50. letech odmítl. V roce 1977 podepsal Antichartu (bez znalosti textu Charty 77), na což podle svých vlastních slov nebyl hrdý.
Byl ženatý a měl tři děti. Byl skautem, jeho skautská přezdívka zněla Mauglí. Zemřel dne 11. května 2020 ve věku 89 let. Je pochován na Vyšehradském hřbitově (hrob 15-37). V roce 2020 byla v jeho rodišti Bílině postavena jeho socha, vyrobená z jednoho kusu dubového dřeva.

## Cestování a spisovatelství

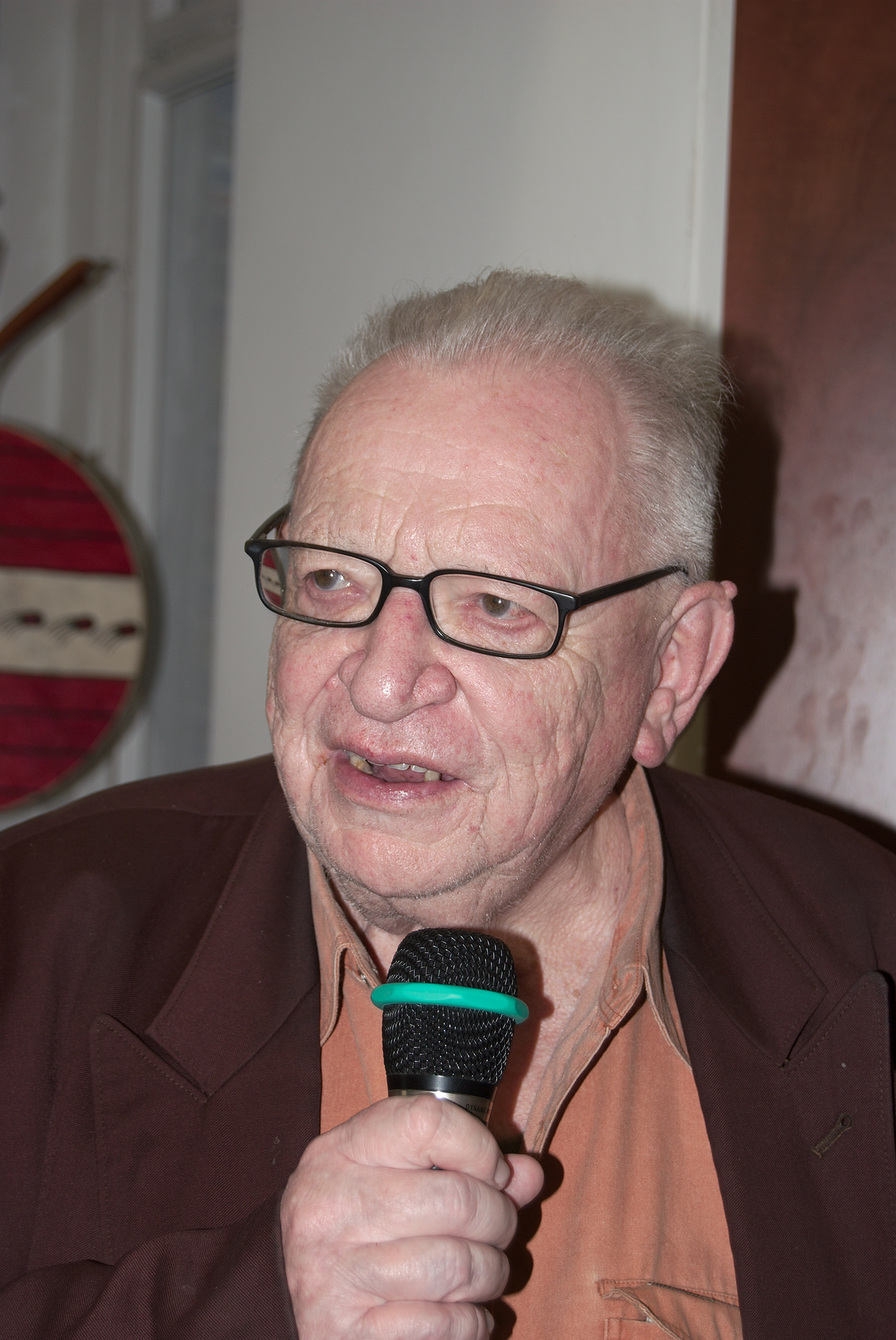
Miloslav Stingl v roce 2004

Jeho první zahraniční cesta byla do Tuniska. Po celý život konal rozsáhlé cesty a expedice, během nichž navštívil 151 zemí na všech kontinentech. Jeho hlavní zájem patřil obyvatelům navštívených zemí, například Mayům, Polynésanům, australským Aborigenům, Inuitům (Eskymákům) atd. Stingl dokázal komunikovat nebo se částečně domluvit 17 jazyky. Asi nejexotičtější z nich byl jazyk papuánského kmene Kumů.
Ostrov Nová Guinea procestoval v době, kdy mezi zdejšími kmeny ještě přežíval kanibalismus a rituální lov lebek. On sám byl mezi Papuánci na Nové Guineji svědkem kanibalské hostiny. O Guineji prohlásil: „Byl jsem tam již desetkrát... Nachází se tam 839 kmenů, některé ještě žijí v době kamenné, každá z vesnic je úplně jiná a mluví jiným jazykem.“
Jako jeden z prvních Čechoslováků cestoval po Haiti, které popsal jako zhroucený stát, kde „měl člověk pocit, že neexistuje stát. Každý člověk se staral sám o sebe, neexistovalo veřejné zdravotnictví, policie.“
Ve své knize Sex v pěti dílech světa popsal sexuální zvyky a obyčeje různých národů. Například na Markézách ve Francouzské Polynésii podle Stingla existoval zvyk, že se nevěsta musela během svatební noci vyspat se všemi muži přítomnými na svatbě.
Během svých cest strávil v zahraničí 19 roků. Při svých pobytech působil také na zahraničních univerzitách a vědeckých ústavech. Zároveň byl díky této činnosti přijat i do Société des Américanistes při UNESCO v Paříži a rovněž do Société des Océanistes při UNESCO.
S příslušníky řady domorodých, zejména indiánských a tichomořských etnik, se Miloslav Stingl mimořádně úzce sblížil. Jeden indiánský kmen ho dokonce zvolil svým náčelníkem. Stinglovo indiánské jméno zní Okima – v překladu „Ten, který vede“. Stinglovo zvolení náčelníkem muselo ale schválit československé ministerstvo zahraničí.
Od mládí se věnoval literatuře. Ve své spisovatelské činnosti využíval i poznatků získaných při zahraničních cestách a vědecké činnosti. Napsal 41 knih, které vyšly ve 239 vydáních v úhrnném nákladu 16 milionů 919 tisíc výtisků. Byl tak dlouhodobě jedním z nejpřekládanějších a v cizině vydávaných českých spisovatelů, byl členem Obce spisovatelů, dříve i členem Svazu českých spisovatelů a Svazu československých spisovatelů.
V cizině pak tvořil i knihy představující a propagující jeho vlast. Napsal například knihu o západočeských lázeňských městech, o Praze a knihu „Čechy“. Rovněž byl vyzván, aby Českou republiku představil v rozsáhlém reprezentativním díle „Co je v Evropě nejkrásnější“.
Při svých cestách pořizoval rozsáhlé obrazové a filmové záznamy, celkem 510 hodin obrazového materiálu. Z jeho části například připravila německá veřejnoprávní televize 33dílný televizní seriál nazvaný Kolem světa s Miloslavem Stinglem (v České republice ho převzala a vysílala Česká televize). Pro Slovenskou televizi připravil seriál o Indiánech, nazvaný Předkové a potomci Vinetoua, atd. Větší část Stinglových obrazových materiálů však nebyla dosud použita a je uložena v sejfech. Stingl také moderoval cestopisný cyklus Československé televize nazvaný Klub cestovatelů.

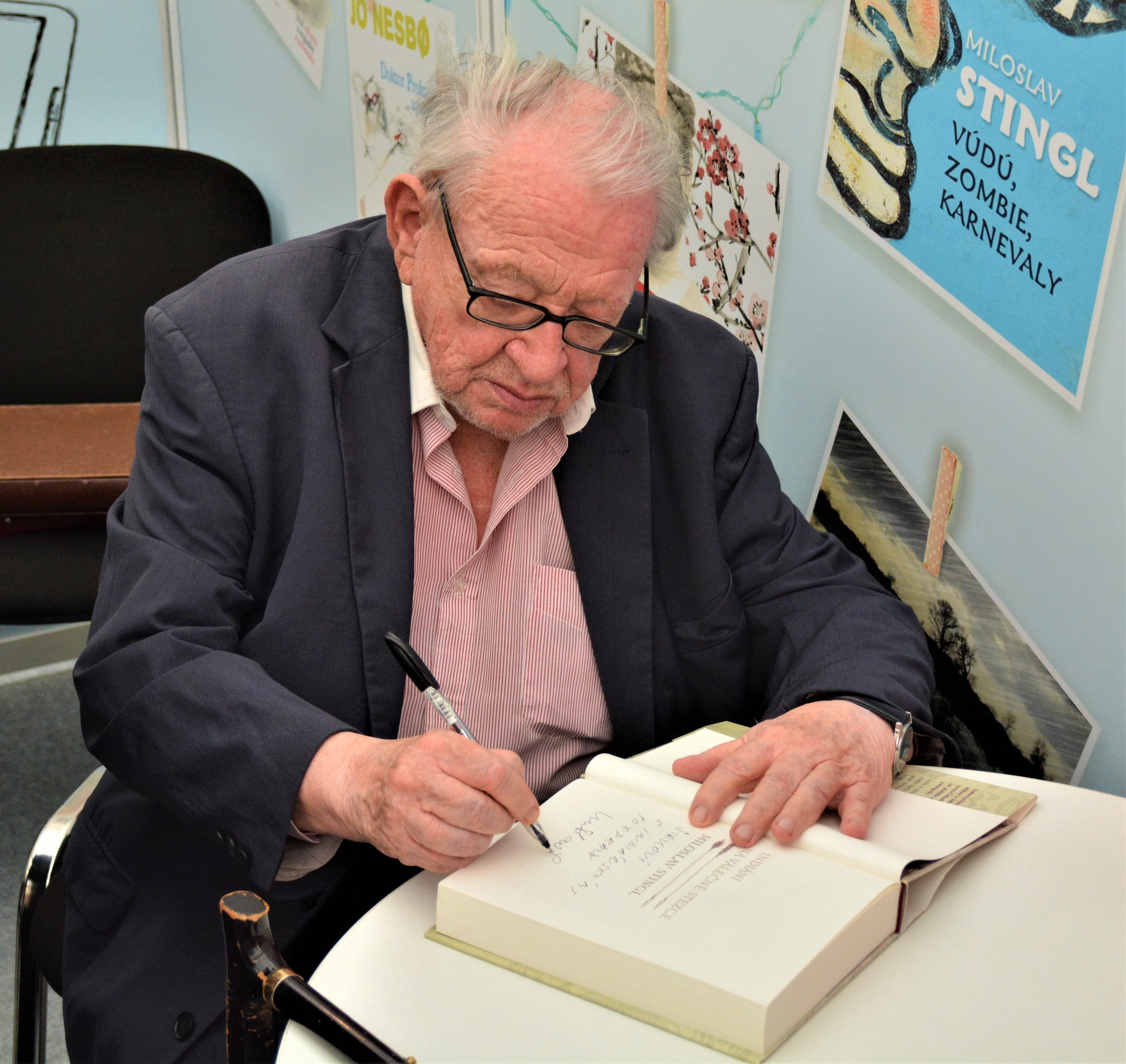
Stingl v roce 2015 podepisuje svoji knihu.

Připravoval také četné pořady pro rozhlas i mnoho článků pro různé noviny a časopisy. Byl předsedou redakční rady měsíčníku „Latinská Amerika“, který s několika přáteli v roce 1965 založil, a tehdy i místopředsedou Československé společnosti přátel Latinské Ameriky.
Byl mu věnován televizní medailon GEN – Galerie elity národa, vystupoval v televizních pořadech Na plovárně (moderátor Marek Eben), Všechnopárty (moderátor Karel Šíp) a další. Cestovatel Jiří Kolbaba řekl, že Stingl je mu velkým vzorem.
Napsal několik povídek a filmových scénářů pro celovečerní filmy, např. „Eržika se vdává“ nebo „Cizí peníze“, které zatím nebyly realizovány.
V Latinské Americe napsal např. španělsky knihu Nicaragua nebo zpracoval dílo Náboženství jihoamerických Indiánů Mapuche. Pro Český rozhlas připravil celou řadu děl, mimo jiné upravil a zpracoval jedinou zachovanou předkolumbovskou divadelní hru Ollanta. Dále napsal řadu rozhlasových pořadů, např. o J. W. Goethem, a hodně pohádek, např. Želva s flétnou, Opičák Mazabi či Rubínová kravička.
Jeho nejvýznamnějšími pracemi jsou – jen cizojazyčně – vydaná díla Umění a kultury Indiánů a Eskymáků Severní Ameriky, Umění a kultury původních obyvatel Austrálie a Oceánie či Umění starého Mexika (je spoluautorem).

## Dílo
- Hvězdy a lidé (1962)

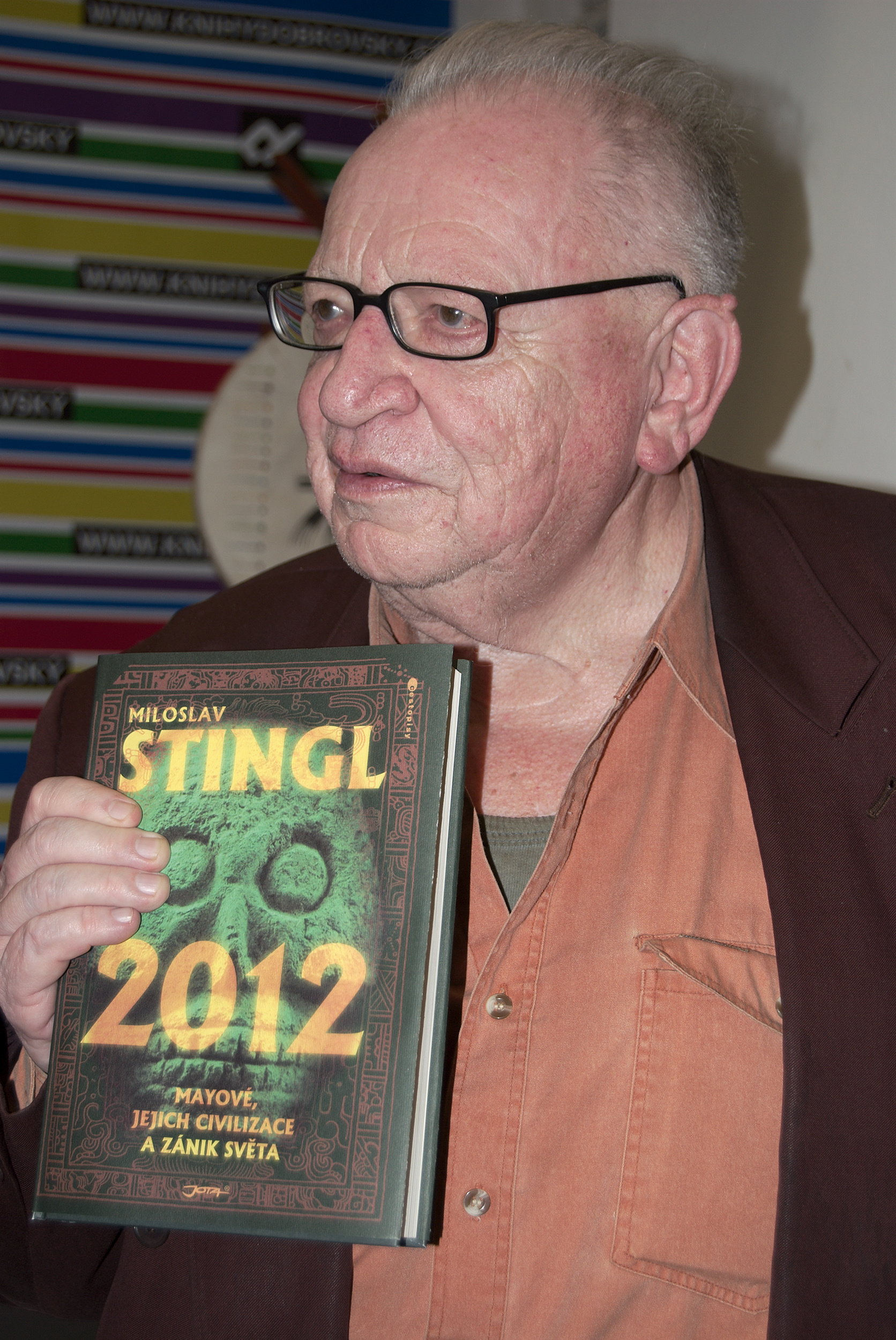
Miloslav Stingl na autogramiádě v brněnském knihkupectví Knihy Dobrovský, s knížkou 2012: Mayové, jejich civilizace a zánik světa, 2011

- Angatar, tvůj kamarád z Grónska (1965)
- Indiáni bez tomahavků (1966)
- Indiáni na válečné stezce (1969)
- Indiánský běžec (1969)
- Za poklady mayských měst (1969)
- Ostrovy lidojedů (1970)
- Indiáni, černoši a vousáči (1970)
- Poklady piráta Morgana (1971)
- Ukradený totem (1972)
- Poslední ráj (1974)
- Tajemství indiánských pyramid (1974)
- Neznámou Mikronésií (1976)
- Siouxové bojují dál (1976)
- Indiánský oheň (1977)
- Uctívači hvězd (1980)
- Očarovaná Havaj (1981)
- Indiáni včera (1982)
- Synové Slunce (1985)
- Války rudého muže (1986)
- Smrt v ráji (1988)
- Černí bohové Ameriky (1992)
- Vládcové jižních moří (1996)
- Gri-gri aneb Přiznaný půvab a zastřená tajemství Seychelských ostrovů (spoluautor, 1999)
- Kámen a sen (1999)
- Poslední svobodný Indián (2001)
- Poslední z velkých indiánských bojovníků (2001)
- Indiáni zlatého Slunce (2003)
- Indiáni stříbrné Luny (2003)
- Vládcové ráje (2005)
- Sex v pěti dílech světa (2006)
- Havaj je nejlepší (2006)
- 2012: Mayové, jejich civilizace a zánik světa (2010)
- Ostrovy krásy, lásky a lidojedů – díl první (2011)
- Vudu, zombie, karnevaly (2015)
- Stingl Miloslav – Biografie cestovatelské legendy (2015) – souborná autorizovaná biografie, autor: Adam Chroust
- Sex v pěti dílech světa (2017) – audiokniha, načetl Tomáš Jirman